# Colonia California
Colonia California ist eine Ortschaft im Departamento Santa Cruz im Tiefland des südamerikanischen Anden-Staates Bolivien.

## Lage im Nahraum
California ist eine ländliche Streusiedlung im Kanton Pailón im Municipio Pailón in der Provinz Chiquitos. Die Siedlung erstreckt sich auf einer Höhe von etwa 260 m in dem landwirtschaftlich intensiv genutzten Gebiet über eine Fläche von 210 Quadratkilometern und wird von 210 Familien bewohnt. Sie besteht aus dem Zusammenschluss verschiedener mennonitischer Kleingemeinden, die ihren Unterhalt durch Ackerbau und Viehzucht bestreiten.

## Geographie
California liegt in der Region Chiquitania zwischen den Schwemmlandebenen des Río Piraí und des Río Grande im Westen und den Chiquitos-Hügelländern im Osten. Das Klima ist semihumid, die Temperaturen schwanken im Tagesverlauf und im Jahresverlauf nur unwesentlich.
Die Jahresdurchschnittstemperatur liegt bei 24 bis 25 °C, mit monatlichen Durchschnittstemperaturen zwischen knapp 27 °C im Dezember und Januar und unter 21 °C im Juni und Juli (siehe Klimadiagramm Pailón). Der Jahresniederschlag beträgt rund 950 mm, der Trockenzeit von Juli bis September steht eine ausgeprägte Feuchtezeit von November bis Februar gegenüber, in der die Monatswerte bis 140 mm erreichen.

## Verkehrsnetz
California liegt in einer Entfernung von 211 Straßenkilometern östlich von Santa Cruz, der Hauptstadt des Departamentos.
Von Santa Cruz aus führt die asphaltierte Nationalstraße Ruta 4/Ruta 9 in östlicher Richtung über Cotoca nach Puerto Pailas, überquert den Río Grande und teilt sich 14 Kilometer später in Pailón. Von hier aus führt die Ruta 4 auf 587 Kilometern über Cañada Larga, Tres Cruces und Pozo del Tigre bis Puerto Suárez an der brasilianischen Grenze, die Ruta 9 führt 1175 Kilometer nach Norden bis Guayaramerín.
Einunddreißig Kilometer östlich von Pozo del Tigre zweigt von der Ruta 4 eine unbefestigte Landstraße nach Norden ab, biegt nach 25 Kilometern in östlicher Richtung ab und erreicht das Zentrum der Streusiedlung California nach weiteren siebzehn Kilometern.

## Bevölkerung
Die Einwohnerzahl der Region war vor allem in der Erschließungsphase durch Mennonitische Zuwanderung in den 1960er bis 1980er Jahren stark angewachsen, inzwischen schwankt die Zahl der Einwohner von Jahrzehnt zu Jahrzehnt stark:
| Jahr | Einwohner | Quelle       |
| ---- | --------- | ------------ |
| 2006 | Gründung  | [ 1 ]        |
| 2007 | 22        | Zählung      |
| 2012 | 1287      | Volkszählung |
| 2024 |           | Volkszählung |